# 총각 쫄병
총각 쫄병(Neil Simon's Biloxi Blues)은 미국에서 제작된 마이크 니콜스 감독의 1988년 영화이다. 매슈 브로더릭 등이 주연으로 출연하였고 레이 스타크 등이 제작에 참여하였다.

## 출연

### 주연
- 매슈 브로더릭

### 조연
- 크리스토퍼 월켄
- 마이클 돌런
- 마커스 플래너건
- 페네로프 앤 밀러
- 맷 멀헌
- 파크 오버롤
- 코리 파커
- 케이시 시마즈코

## 제작진
- 원작자: 닐 사이먼
- 미술: 폴 실버트
- 의상: 앤 로스
- 배역: 줄리엣 테일러